# Heiner Dörner

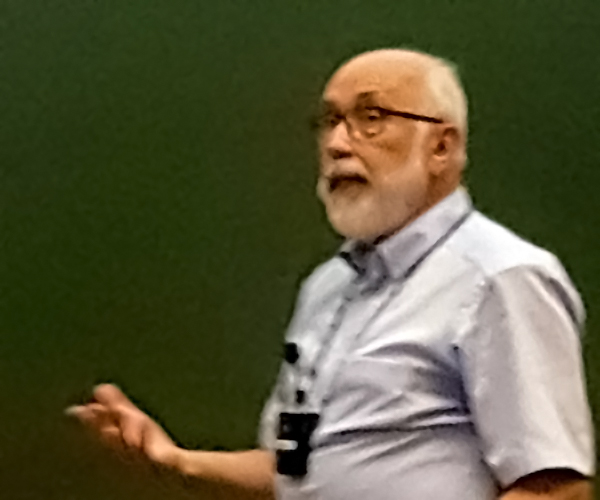
Heiner Dörner (2018)

Heiner Dörner (* 24. April 1940 in Brünn) ist ein deutscher Windenergie-Wissenschaftler und Kommunalpolitiker (Freie Wähler).

## Leben
Dörner wurde in Brünn im damaligen Protektorat Böhmen und Mähren geboren. Nach Ende des Zweiten Weltkriegs flüchtete seine Familie nach Deutschland, wo er in Frauenzimmern im Landkreis Heilbronn aufwuchs.
Er besuchte das Robert-Mayer-Gymnasium Heilbronn und machte 1959 das Abitur. Danach absolvierte er eine Lehre als Mechaniker. Ab 1961 studierte er an der Technischen Hochschule (seit 1967 Universität Stuttgart) Luftfahrttechnik. 1967 schloss er mit seiner Diplomarbeit Auslegung eines europäischen AIRBUS-Flugzeuges sein Studium als Diplom-Ingenieur ab. Von 1968 bis Ende 2004 war er Wissenschaftlicher Assistent und Dozent am Institut für Flugzeugbau (IFB) der Universität Stuttgart, bis 1980 bei Ulrich W. Hütter, danach bei Franz Joseph Arendts und zuletzt bei Klaus Drechsler. Ab 1971 hielt er eigene Vorlesungen im Studiengang Luft- und Raumfahrttechnik, 1991–2000 auch an der Fachhochschule für Technik Esslingen (FHTE) über Windkraftanlagen. In beiden Fachgebieten betreute er mehr als 100 Studien- und Diplomarbeiten.
Dörner war Ausbilder für Technische Zeichnerinnen, langjähriger Mittelbauvertreter im Fakultätsrat und ab 1971 Leiter des Praktikantenamtes der Fakultät Luft- und Raumfahrttechnik der Universität Stuttgart.
Als international anerkannter Windenergiefachmann erhielt Dörner Einladungen zu Konferenz-Vorträgen nach Argentinien, Brasilien, Indien, Schweden, Venezuela und den USA. Obwohl seit 2004 im Ruhestand, hält er an der Universität Stuttgart weiterhin Wahlvorlesungen ab.
In seiner Heimatstadt Heilbronn initiierte Dörner 1969 durch ein erfolgreiches Bürgerbegehren den ersten Bürgerentscheid der Stadt, der Bäume im Stadtgarten neben der Festhalle Harmonie retten und den Bau einer Tiefgarage unter dem Stadtgarten verhindern sollte.
Der Bürgerentscheid war nicht erfolgreich, brachte Dörner aber in die Kommunalpolitik. 1970 reaktivierte er mit anderen die Freie Wählervereinigung Heilbronn. Für sie wurde er 1971 erstmals für die Freien Wähler in den Gemeinderat gewählt, dem er mit einer vierjährigen Unterbrechung bis 2019 als Stadtrat angehörte. Ab 1989 war er Fraktionsvorsitzender bzw. Gruppensprecher der Freien Wähler im Gemeinderat. Im Mai 2014 wurde er zum 10. Male als Stadtrat wiedergewählt. Er war ab 1984 Mitglied der Verbandsversammlung des Regionalverbandes Heilbronn-Franken und wirkte an der Fortschreibung der Windenergie-Nutzung in dieser Region mit. Von 1981 bis 2003 war er stellvertretender Landesvorsitzender der Freien Wählervereinigung Baden-Württemberg, FWV.
Dörner lebt in Heilbronn-Kirchhausen. Er hat drei erwachsene Kinder und ist bekannt als Sammler von Tiffany-Glaskunst.

## Auszeichnungen
1959 erhielt Heiner Dörner als Abiturient für seinen wissenschaftlichen Aufsatz Der umströmte Tragflügel den Otto-Lilienthal-Preis der damaligen Wissenschaftlichen Gesellschaft für Luftfahrt (WGL), heute Deutsche Gesellschaft für Luft- und Raumfahrt (DGLR). Der Preis war verbunden mit einer Studienbeihilfe in Höhe von 1.000 DM.
Im Jahr 2001 erhielt Dörner für sein gesellschaftspolitisches Engagement in der Kommunalpolitik und für die Windenergienutzung das Verdienstkreuz am Bande des Verdienstordens der Bundesrepublik Deutschland. Der Heilbronner Oberbürgermeister Helmut Himmelsbach überreichte Dörner die Auszeichnung am 2. Juli 2001. 2004 wurde Dörner die Richard-Freudenberg-Medaille für hervorragende kommunalpolitische Verdienste verliehen. 2014 erfolgte die Verleihung des Verdienstabzeichens in Gold mit Lorbeerkranz für 41 Jahre Kommunalpolitik vom Städtetag Baden-Württemberg.
Für Verdienste um die Fakultät Luft- und Raumfahrttechnik und Geodäsie der Universität Stuttgart wurde ihm am 17. Juli 2015 die „Goldene Ehrenmedaille“ der Fakultät verliehen.
Für 50 Jahre vorbildliches, besonderes Engagement in der Lehre in der Fakultät Luft- und Raumfahrttechnik und Geodäsie der Universität Stuttgart erhielt er bei der Masterfeier am 24. Mai 2019 den „ORATIO 2019-Preis“ des Vereins der Freunde der Luft- und Raumfahrttechnik der Universität Stuttgart e.V.
Am 22. Juli 2022 ehrte ihn der Baden-Württembergische Städtetag in seiner Jahreshauptversammlung in Heidelberg mit dem „Verdienstabzeichen in Gold mit Lorbeerkranz und Brilliant“ für 50 Jahre ehrenamtliches Engagement als Stadtrat, Ortschaftsrat und Bezirksbeirat.
Für sein vielfältiges, ehrenamtliches Engagement in der Kommunalpolitik hat ihm die Großstadt Heilbronn am 27. Juli 2022 den goldenen „Ehrenring“ der Stadt verliehen. Es gibt immer nur 12 lebende Ringträger. Sein Ring ist der 40. seit Verleihung des 1. Ringes im Jahr 1959.

## Veröffentlichungen
- Efficiency and economic comparison of different WEC (wind energy converter) rotor systems. International Conference Appropriate Technologies for Semiarid Areas: Wind- and Solar-Energy for Water Supply. Berlin 1975.
- Windenergie. In: Hartmut Bossel: Energie richtig genutzt. Müller, Karlsruhe 1976, S. 132–158.
- (mit Sepp Armbrust u. a.): Nutzung der Windenergie. Teil III. In: Energiequellen für morgen? Nichtnukleare – Nichtfossile Primärenergiequellen. Programmstudie durchgeführt im Auftrag des BMFT, 1976.
- Windenergie – Möglichkeiten und Grenzen. In: Jahrbuch für Ingenieure 1981, Expert Verlag, Grafenau.
- Nutzung der Windenergie – Neues Tätigkeitsfeld für die Industrie?. In: VDI-Bericht Nr. 455, 1982.
- Windenergie. In: Handbuch der Energiespartechniken, Band 3, Kompendium für Lehre und Praxis, Nutzung regenerativer Energien und passive Spartechnik. Verlag C.F. Müller, Karlsruhe 1983.
- Zwei Jahrzehnte Drachenfliegen. Späte Bestätigung über den „Schneider von Ulm“, Albrecht Ludwig Berblinger. In: Der Schneider von Ulm – Fiktion und Wirklichkeit (= Veröffentlichungen der Stadtbibliothek Ulm, Band 7). Ulm 1986.
- Die Riesenflugzeuge des Alexander Baumann – 75 Jahre Luftfahrttechnik an der Hochschule Stuttgart. In: Jahrbuch der Deutschen Gesellschaft für Luft- und Raumfahrt (DGLR), München, 1986 (1), S. 372–383.
- Analysis of Total Energy Input for Building up Different Wind Energy Converters (WECS) in Operational Conditions. International Conference on Applications of Solar and Renewable Energy (ASRE), Cairo, Egypt, 1992.
- Ein Dreiviertel-Jahrhundert Luftfahrtgeschichte an der Universität Stuttgart. In: Historischer Verein Heilbronn, Jahrbuch 32 (1992), S. 321–348.
- Windenergie – Praktische Nutzung contra akademische Theorie. In: Wechselwirkungen, Jahrbuch: Aus Lehre und Forschung der Universität Stuttgart. 1992.
- Professor Dr. Ulrich Hütter – Der Ausnahmewissenschaftler. In: Jahrbuch der Deutschen Gesellschaft für Luft- und Raumfahrt (DGLR), Erlangen, 1994, S. 1061–1074.
- Drei Welten – Ein Leben. Professor Dr. Ulrich Hütter. Hochschullehrer, Konstrukteur, Künstler. Segelflug, Windenergie, Glasfasern. H. Dörner, Heilbronn 1995. ISBN 3-00-000067-4 (erweiterte Neuauflagen 2002 und 2009).
- Julius Robert Mayer – Alexander Baumann – Wilhelm Maybach – Heilbronner Windenergie-Pioniere. In heilbronnica, Beiträge zur Stadtgeschichte (= Quellen und Forschungen zur Geschichte der Stadt Heilbronn), Band 11. Stadtarchiv Heilbronn 2000.
- Die Zukunft der Windenergie liegt auf dem Meer – „offshore“. Heilbronn, Stuttgart 2009.